# مروججية مميزة
مروججية مميزة (الاسم العلمي:Marojejya insignis) هي نوع من النبات يتبع جنس المروججية من الفصيلة الفوفلية.